# Mike Siklenka
Michael Siklenka (né le 18 décembre 1979 à Meadow Lake, dans la province de la Saskatchewan au Canada) est un joueur professionnel canadien de hockey sur glace.

## Carrière
Réclamé par les Capitals de Washington au cinquième tour du repêchage de 1998 de la Ligue nationale de hockey alors qu'il évolue pour les Blazers de Lloydminster de la Ligue de hockey junior de l'Alberta. Malgré cette sélection, Siklenka progresse la saison suivante au niveau junior majeur en rejoignant les Thunderbirds de Seattle de la Ligue de hockey de l'Ouest.
Devenant joueur professionnel en 1999, il rejoint alors le club affilié aux Capitals dans l'ECHL, les Admirals de Hampton Roads, puis est également appelé à s'aligner pour quelques rencontres avec les Pirates de Portland de la Ligue américaine de hockey.
Après deux saisons de plus dans les filiales des Capitals, le défenseur rejoint en 2002 les Flyers de Philadelphie en tant qu'agent libre. Débutant alors avec leur club-école de la LAH, les Phantoms, il prend part à son premier match en LNH. Il ne dispute qu'une saison sous le maillot des Flyers avant d'être réclamé au ballotage par les Rangers de New York.
Le défenseur ne reste cependant qu'un mois avec les Rangers avant de retourner à nouveau avec les Flyers. Puis ces derniers l'envoient au cours de cette même saison aux Stars de Dallas. Alors que la LNH connait un lock-out qui paralyse ses activités pour la durée de la saison 2004-2005, Siklenka décide de rejoindre l'équipe du EC Klagenfurt AC de la ÖEL en Autriche.
Il reste avec ceux-ci durant deux saisons avant de s'aligner pour la saison 2006-2007 avec le Leksands IF de l'Allsvenskan en Suède puis il quitte vers la Finlande pour la saison suivante, s'alignant avec le Rauman Lukko de la SM-Liiga.
En 2008, il retourne en Autriche et ce, pour deux saisons, s'alignant alors avec le EC Red Bull Salzbourg. L'équipe remporte la coupe continentale 2010 ainsi que l'EBEL, l'élite autrichienne en 2010. Puis, à l'été 2010, il signe un contrat comme agent libre avec les Thrashers d'Atlanta.

## Statistiques
| Saison     | Équipe                    | Ligue       |    | Saison régulière | Saison régulière | Saison régulière | Saison régulière | Saison régulière |   | Séries éliminatoires | Séries éliminatoires | Séries éliminatoires | Séries éliminatoires | Séries éliminatoires |
| Saison     | Équipe                    | Ligue       | PJ | B                | A                | Pts              | Pun              | PJ               | B | A                    | Pts                  | Pun                  |                      |                      |
| 1997-1998  | Blazers de Lloydminster   | LHJA        | 54 | 10               | 17               | 27               | 120              | -                | - | -                    | -                    | -                    |                      |                      |
| 1997-1998  | Thunderbirds de Seattle   | LHOu        | 1  | 0                | 0                | 0                | 0                | 5                | 0 | 0                    | 0                    | 6                    |                      |                      |
| 1998-1999  | Thunderbirds de Seattle   | LHOu        | 68 | 19               | 13               | 32               | 115              | 11               | 6 | 6                    | 12                   | 24                   |                      |                      |
| 1999-2000  | Pirates de Portland       | LAH         | 9  | 0                | 0                | 0                | 14               | -                | - | -                    | -                    | -                    |                      |                      |
| 1999-2000  | Admirals de Hampton Roads | ECHL        | 58 | 7                | 4                | 11               | 62               | 8                | 1 | 0                    | 1                    | 15                   |                      |                      |
| 2000-2001  | Pirates de Portland       | LAH         | 3  | 0                | 0                | 0                | 0                | -                | - | -                    | -                    | -                    |                      |                      |
| 2000-2001  | Renegades de Richmond     | ECHL        | 65 | 19               | 18               | 37               | 117              | 4                | 0 | 0                    | 0                    | 34                   |                      |                      |
| 2001-2002  | Renegades de Richmond     | ECHL        | 55 | 13               | 21               | 34               | 111              | -                | - | -                    | -                    | -                    |                      |                      |
| 2001-2002  | Pirates de Portland       | LAH         | 8  | 1                | 0                | 1                | 2                | -                | - | -                    | -                    | -                    |                      |                      |
| 2002-2003  | Phantoms de Philadelphie  | LAH         | 64 | 6                | 6                | 12               | 169              | -                | - | -                    | -                    | -                    |                      |                      |
| 2002-2003  | Flyers de Philadelphie    | LNH         | 1  | 0                | 0                | 0                | 0                | -                | - | -                    | -                    | -                    |                      |                      |
| 2003-2004  | Titans de Trenton         | ECHL        | 1  | 1                | 0                | 1                | 0                | -                | - | -                    | -                    | -                    |                      |                      |
| 2003-2004  | Phantoms de Philadelphie  | LAH         | 18 | 1                | 5                | 6                | 29               | -                | - | -                    | -                    | -                    |                      |                      |
| 2003-2004  | Grizzlies de l'Utah       | LAH         | 26 | 3                | 6                | 9                | 74               | -                | - | -                    | -                    | -                    |                      |                      |
| 2003-2004  | Rangers de New York       | LNH         | 1  | 0                | 0                | 0                | 0                | -                | - | -                    | -                    | -                    |                      |                      |
| 2004-2005  | EC Klagenfurt AC          | EBEL        | 39 | 16               | 18               | 34               | 156              | 12               | 6 | 1                    | 7                    | 44                   |                      |                      |
| 2005-2006  | EC Klagenfurt AC          | EBEL        | 42 | 13               | 32               | 45               | 204              | -                | - | -                    | -                    | -                    |                      |                      |
| 2006-2007  | Leksands IF               | Allsvenskan | 39 | 12               | 19               | 31               | 164              | -                | - | -                    | -                    | -                    |                      |                      |
| 2007-2008  | Rauman Lukko              | SM-Liiga    | 43 | 9                | 14               | 23               | 182              | -                | - | -                    | -                    | -                    |                      |                      |
| 2008-2009  | EC Red Bull Salzbourg     | EBEL        | 21 | 4                | 10               | 14               | 38               | -                | - | -                    | -                    | -                    |                      |                      |
| 2009-2010  | EC Red Bull Salzbourg     | EBEL        | 65 | 30               | 31               | 61               | 74               | -                | - | -                    | -                    | -                    |                      |                      |
| 2009-2010  | EC Red Bull Salzbourg     | CC          | -  | -                | -                | -                | -                | 3                | 1 | 2                    | 3                    | 14                   |                      |                      |
| 2010-2011  | Wolves de Chicago         | LAH         | 36 | 3                | 10               | 13               | 38               | -                | - | -                    | -                    | -                    |                      |                      |
| 2010-2011  | EC Klagenfurt AC          | EBEL        | 7  | 1                | 1                | 2                | 16               | 15               | 4 | 6                    | 10                   | 28                   |                      |                      |
| 2011-2012  | EC Klagenfurt AC          | EBEL        | 45 | 10               | 22               | 32               | 104              | 10               | 2 | 2                    | 4                    | 51                   |                      |                      |
| 2012-2013  | EC Klagenfurt AC          | EBEL        | 33 | 3                | 15               | 18               | 123              | 13               | 5 | 3                    | 8                    | 19                   |                      |                      |
| 2013-2014  | EC Klagenfurt AC          | EBEL        | 50 | 9                | 14               | 23               | 120              | -                | - | -                    | -                    | -                    |                      |                      |
| 2014-2015  | EC Klagenfurt AC          | EBEL        | 35 | 4                | 10               | 14               | 93               | -                | - | -                    | -                    | -                    |                      |                      |
| 2015-2016  | EC Klagenfurt AC          | EBEL        | 0  | 0                | 0                | 0                | 0                | -                | - | -                    | -                    | -                    |                      |                      |
| Totaux LNH | Totaux LNH                | Totaux LNH  | 2  | 0                | 0                | 0                | 0                | -                | - | -                    | -                    | -                    |                      |                      |

## Transactions en carrière
- Repêchage 1998 : réclamé par les Capitals de Washington (5e choix de l'équipe, 118e au total).
- 27 janvier 2002 : signe à titre d'agent libre avec les Flyers de Philadelphie.
- 3 octobre 2003 : réclamé au ballotage par les Rangers de New York.
- 5 novembre 2003 : réclamé au ballotage par les Flyers de Philadelphie.
- 16 février 2004 : échangé par les yers aux Stars de Dallas en retour de Steve Gainey.
- 8 octobre 2004 : signe à titre d'agent libre avec le EC Klagenfurt AC de la ÖEL en Autriche.
- 10 octobre 2006 : signe à titre d'agent libre avec le Leksands IF de l'Allsvenskan en Suède.
- 13 juillet 2007 : signe à titre d'agent libre avec le Rauman Lukko de la SM-Liiga en Finlande.
- 1er juillet 2010 : signe à titre d'agent libre avec les Thrashers d'Atlanta[4].